# Corona (Califórnia)
Corona é uma cidade localizada no estado norte-americano da Califórnia, no Condado de Riverside. Foi incorporada em 13 de julho de 1896.

## Geografia
De acordo com o United States Census Bureau, a cidade tem uma área de 100,8 km², onde 100,6 km² estão cobertos por terra e 0,3 km² por água.

## Demografia
Segundo o censo nacional de 2010, a sua população é de 152 374 habitantes e sua densidade populacional é de 1 515,12 hab/km². Possui 47 174 residências, que resulta em uma densidade de 469,07 residências/km².